# Malnaș
Malnaș es una comuna ubicada en el distrito de Covasna, Rumania.

## Superficie
Posee una superficie de 39,30 kilómetros cuadrados.

## Demografía
Hasta 2021 la población era de 1024 habitantes, con una densidad de población de 26,06 habitantes por kilómetro cuadrado.